# 西貢北

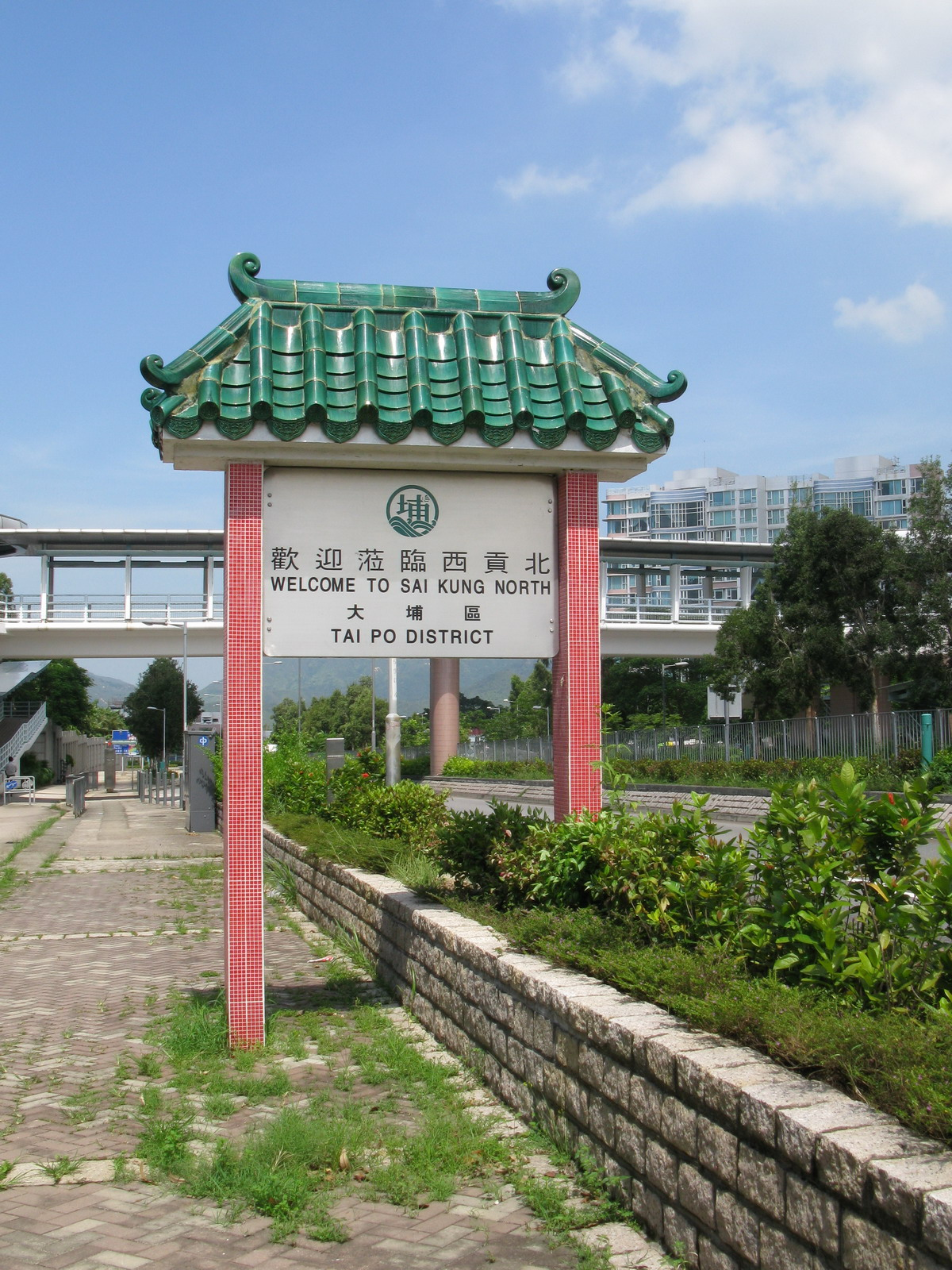
西貢北

西貢北是指香港西貢半島北面部分以及附近島嶼，特別之處是它在香港十八區地區行政上，不屬於陸地相連的西貢區或沙田區，而是屬於隔海相望的大埔區；所以是大埔區的外飛地。地方包括北潭坳、黃石碼頭、海下灣、十四鄉、泥涌等，以及西貢半島以北的離島群，即塔門、赤洲和東平洲等。而沿西沙路一帶的地點（包括十四鄉、泥涌），坊間亦有以西沙去概括這一部分。
這些地方因歷史發展原因而在十八區中劃入大埔區，由於從前西貢市並未有標準道路前往北潭坳、黃石碼頭等地區以及未開通西沙路經十四鄉連接烏溪沙、馬鞍山等地，這些地區的鄉村（如深涌、荔枝莊及榕樹澳）和島嶼（如塔門及東平洲）都依賴街渡或渡輪往來大埔滘，而塔門和東坪洲的鄉親會址都座落於大埔四里，故地區行政一直劃歸大埔區。雖然其後有關街渡改為連接沙田區的馬料水，西貢北的行政劃分也沒有隨之而改劃入沙田區，使之成為大埔區一個在交通工具上必須繞經外區才能到達的地方。
雖然西貢北在行政上隸屬於大埔區，但由於地理位置原因，一般民眾不會把西貢北視作大埔區的地方，反而會誤認為是西貢區的一部分，尤其是連接黃石碼頭、海下灣和附近島嶼的公共交通更只有直接或間接連接西貢市中心一途，相反來往馬料水碼頭的直航船班班次相對較疏，每天僅2至3班。
值得一提的是，位於西貢市北部的西貢北公共運輸交匯處與西貢北無關。

## 區議會議席分佈
九十年代以前，即使以鄉村為主的西貢北人口稀少，但由於地域廣闊，所以整個西貢北成為一個選區，選出一名區議員。到九十年代，鄰近烏溪沙的私人屋苑帝琴灣發展，加上西沙路正式通車，交通改善後吸引外來人口遷入區內鄉村，使整個西貢北人口增加，逐漸符合一個選區大約一萬七千人的比例。
| 年度/範圍  | 2000-2003  | 2004-2007  | 2008-2011  | 2012-2015  | 2016-2019  | 2020-2023  |
| ---------- | ---------- | ---------- | ---------- | ---------- | ---------- | ---------- |
| 整個西貢北 | 西貢北選區 | 西貢北選區 | 西貢北選區 | 西貢北選區 | 西貢北選區 | 西貢北選區 |

此外作為鄉郊地區，西貢北亦透過鄉議局的西貢北約鄉事委員會在區議會擁有當然議席。

## 外部連結
1. ↑  . Facebook. 2018-08-19  [2020-06-05] （中文（香港））.

- 大埔區分界圖－西貢北 （页面存档备份，存于）